# 金氧半電容
金氧半電容（金屬氧化物半導體電容 或 Metal-Oxide-Semiconductor Capacitor 或 MOSC）是一種常見的兩端控制的半導體元件，在1960年代已在實驗室被實做出來。金氧半電容是由金屬作為閘極（雖然在工藝界常用多晶矽，近年來才改為金屬），在金屬和半導體間以氧化物作為介電層以絕緣，氧化物通常是二氧化矽（SiO2），因為二氧化矽可以直接由常見的矽基板通過加熱生長，所得的界面陷阱（interface states）特性也會比較好。半導體的部分通常是矽，也就是常說的矽晶圓，目前一些三五族材料也被用於金氧半元件的基板中以改進載子的傳輸特性。

## 操作

P型矽基板之金氧半電容

空乏區（上）和反轉區（下）之能帶圖及電荷分布圖

金氧半電容的基本元件示意圖如右。在不同的閘極偏壓（VG）會有不同的能帶結構，在金氧半電容中分成四個部分討論，分別是累積區、平能帶區、空乏區以及反轉區。以下以P型矽基板（電子和電洞分別為少數和多數載子）的金氧半電容為例：
1. 累積區（accumulation region）：VG < VFB < 0 （通常），其中VFB為平能帶電壓。由於閘極施予負電壓，在半導體端會累積正電荷，即電洞累積層，此時電容隨電壓變得更負而逐漸接近氧化層電容（Cox）。在變頻的部分，由於電洞在P型半導體內是多數載子，故能跟得上高頻（> 1 MHz）信號的變化，所以在累積區的電容無顯著的頻率色散。
2. 平能帶區（flat band region）：VG = VFB，此時金屬端（或多晶矽）和半導體端的能帶為水平，即沒有壓降或電場落在半導體內，兩端費米能階（Fermi Level）的差即VFB的絕對值。注意，此時氧化層壓降或電場均不為0，除非VFB = 0。在金氧半電容的特性分析中，偏壓常常是相對於平能帶電壓。
3. 空乏區（depletion region）：VG > VFB （但不大於太多），此時接近氧化層/半導體界面的部分半導體電洞會被半導體內的電場（來自於能帶彎曲）所掃離至電中性區（無電場），而電子逐漸在氧化層/半導體界面處（但依然在半導體內）累積，不過電洞濃度仍大於電子濃度。由於在氧化層/半導體界面的費米能階在空乏區偏壓範圍內掃動恰好對應到界面陷阱（interface states）的能階區域，因此可由不同頻率下的空乏區電容計算出界面陷阱電容（Cit），此即高低頻電容法（High-Low Frequency Capacitance Method）。
4. 反轉區（inversion region）：VG >> VFB，此時電子濃度已大於電洞濃度，且半導體偏壓（電場）趨近固定（因為電子濃度增大，半導體導電度上升，壓降降於氧化層內），半導體傳輸特性由P型變為N型，所以稱為"反轉"區。對於金氧半場效電晶體而言，反轉區的開啟對應到電晶體的門檻電壓（Vth，threshold voltage），但仍需注意本體效應（body effect）的發生。此外，因為電子為少數載子，故在高頻電容呈現平穩的低值，而在低頻電容則會逐漸回復到氧化層電容。

值得注意的是，上述理論乃是考慮閘極方向漏電流可忽略的情況，當考慮漏電流的發生（即在元件使用小於3奈米的超薄氧化層），電子或電洞就不易大量累積，因此累積區和反轉區電容就與上述的不同了。累積區的電容會因為偏壓的增負而由峰值逐漸減小，此效應是由於漏電流加上基板的串聯電阻而成。反轉區電容則會因為漏電流而進入深空乏（deep depletion），少數載子僅能透過熱激發（thermal generation）產生，因此當偏壓逐漸變正，空乏區仍然繼續延伸，因此得名。另外，在空乏區的漏電流特性，金氧半電容和金氧半場效電晶體有很大的不同，由於金氧半電容的空乏區電子的累積會受控於熱激發，所以漏電流會逐間趨向飽和（以log scale），然而，在金氧半場效電晶體中，因為有汲極和源極可補充少數載子（汲極和源極跟基板的電極性不同），所以漏電流會遠大於金氧半電容數個數量級，而且高低頻電容皆會回復到氧化層電容（不考慮poly-depletion）。

## 應用

### 材料特性分析
金氧半電容有諸多的應用。金氧半電容結構可用於分析氧化層內的缺陷特性、氧化層和半導體間的界面品質、載子壽命（lifetime）以及估計氧化層之電性厚度（electrical thickness）。通過量測金氧半電容的電容-電壓曲線（Capacitance-Voltage Curve），在不同的偏壓區域可得到不同的元件特性資訊，如在累積區（accumulation region）可得知氧化層之厚度。另外，藉由量測閘極漏電流的特性，也可評估非平面之MOS邊緣蝕刻所造成的缺陷情況。

### 元件應用
在元件的應用方面，包括金氧半場效電晶體（MOSFET）、金氧半溫度感測器（MOS Temperature Sensor）、金氧半光偵測器（MOS Photodiode or Photodetector）和雙金氧半電容式穿隧電晶體（MOS Gated-MIS Tunnel Transistor）。
金氧半場效電晶體是由金氧半電容加上汲極（drain）和源極（source）形成的四端控制元件，汲極和源極可以離子佈植（ion implantation）或熱擴散來形成。通過施加閘極電壓，可控制半導體的載子通道（channel）開關。在現今工藝中，由於元件尺寸的微縮，閘極方向的漏電流日益重要，因此目前氧化物引進了高介電常數介電質（如二氧化鉿）以增加氧化層的物理厚度（physical thickness）但不減少電容值（因為電容值會決定金氧半場效電晶體汲極電流大小）。詳細介紹請參考金氧半場效電晶體條目。
金氧半溫度感測器是利用超薄氧化層（小於3奈米）金氧半電容（結構為Al/SiO2/p-Si）的閘極電流特性作為溫度偵測。在P型基板超薄氧化層金氧半電容或MOS（p）中，空乏區的閘極電流主要由電洞電流主導，而電洞所見之等效蕭基位障（Schottky Barrier Height）會被元件的側向擴散電流（lateral diffusion current）所線性地調控，而側向擴散電流又與溫度相關，因此可依此特性來感測溫度。
金氧半光偵測器亦是利用元件的側向擴散電流來偵測入射光，因為入射光會在半導體區域激發出電子電洞對，造成擴散電流上升，最後調控電洞的蕭基位障大小，改變了閘極電流。光偵測器的閘極電流可由下式所描述
{\displaystyle I_{light}=I_{rg}+I_{diff}+A^{*}T^{2}e^{-{\frac {q\phi _{Bp}^{*}}{kT}}}P_{t}}
其中{\displaystyle I_{rg}}為光在空乏區所激發的光電流，{\displaystyle I_{diff}}是側向擴散電流，{\displaystyle A^{*}}是具維度之電洞Richardson constant，{\displaystyle T}是溫度，{\displaystyle q}是電子電量，{\displaystyle k}是普朗克常數，{\displaystyle P_{t}}是電洞穿隧機率，{\displaystyle \phi _{Bp}^{*}}是電洞的等效蕭基位障且會被側向擴散電流線性調控。第三項係電洞之蕭基二極體電流公式乘上電洞穿隧過氧化層的機率，由於第三項是指數相關，所以該項會主導電流的特性。
雙金氧半電容式穿隧電晶體（MOS Gated-MIS Tunnel Transistor）是一種新型的穿隧式電晶體，其利用側邊金氧半元件偏壓在平能帶電壓附近來控制側邊元件的電子濃度，進而調控側向擴散電流使另一金氧半元件的穿隧電流增加，此種元件由於具雙指數的調變性質，因此次臨界斜率可突破傳統MOSFET的60 mV/dec的限制，可達15.3 mV/dec之譜。

## 外部連結
MOS Capacitors （页面存档备份，存于）